# Karol Rund
Karol Zdenko Rund (ur. 20 lipca 1889 w Ołomuńcu, zm. 1 kwietnia 1962 w Gliwicach) – muzyk i wojskowy pochodzenia czeskiego, kapitan kapelmistrz Wojska Polskiego, kompozytor, wykładowca.

## Życiorys
Urodził się 20 lipca 1889 w Ołomuńcu na Morawach. Od 1901 do 1906 studiował w Konserwatorium Muzycznym w Pradze. Od 1904 był dyrygentem orkiestry miejskiej w Przerowie. Od 1906 do 1921 był nauczycielem muzyki i dyrygentem chóru i orkiestry dętej w Zakładzie Naukowo-Wychowawczym Ojców Jezuitów w Chyrowie. Równolegle od 1921 zaliczał występy jako skrzypek na koncertach we Lwowie, Przemyślu, Stryju i Samborze. W 1919 zdał egzamin dyplomowy z gry skrzypcowej i dyrygentury w Konserwatorium Muzycznym w Pradze, zaś w 1921 egzamin kapelmistrzowski w Warszawie.
Po zakończeniu I wojny światowej i odzyskaniu przez Polskę niepodległości został przyjęty do Wojska Polskiego. Został awansowany na stopień kapitana w korpusie oficerów administracji grupa kapelmistrzów ze starszeństwem z 1 grudnia 1920. Został awansowany do stopnia kapitana ze starszeństwem z 1 grudnia 1920. W tym stopniu w Korpusie Oficerów Administracji Grupie Kapelmistrzów był zweryfikowany w 1928 z lokatą 17, w 1932 z lokatą 15. Od 1921 do 1924 był dyrygentem orkiestry 12 Pułku Piechoty w garnizonie Wadowice oraz Miejską Orkiestrą Symfoniczną. Na przełomie lat 20. i 30. był kapelmistrzem w 3 Pułku Strzelców Podhalańskich, stacjonującym w garnizonie Bielsko-Biała (1928, 1932). W 1934 został dyrygentem orkiestry w 36 Pułku Piechoty Legii Akademickiej w Warszawie. W tym czasie skomponował utwór pt. „Pułkownik Cšadek” na cześć dowódcy pułku, płk. Zygmunta Cšadka. Do 1939 był kierownikiem referatu w Departamencie Piechoty Ministerstwa Spraw Wojskowych.
Po wybuchu II wojny światowej i kampanii wrześniowej 1939 został internowany w Rumunii, a od 1941 był jeńcem niemieckich obozów, m.in. Oflagu VII E Dorsten.
Po zakończeniu wojny kierował chórem w Gliwicach. Od 1947 do 1949 wykładał w Oficerskiej Szkole Kapelmistrzów Wojskowych w Łodzi, później w Rembertowie, od 1950 w Państwowej Wyższej Szkole Muzycznej w Katowicach. Był kompozytorem muzyki kantatowo-oratoryjnej, symfonicznej, kameralnej, licznych marszów oraz pieśni chóralnych i solowych, utworów na orkiestry dęte, etiudy w I pozycji na skrzypce solo.

## Ordery i odznaczenia
- Srebrny Krzyż Zasługi (10 listopada 1928)[10]

## Upamiętnienie
Leon Markiewicz w 1997 opublikował książkę pt. Zdenko Karol Rund (1889–1962). Kapelmistrz, kompozytor, pedagog.